# Alonso de San Buenaventura
Alonso de San Buenaventura (España, siglo XVI - San Francisco del Monte, Gobernación de Nueva Andalucía, 1594 o 1596) fue un fraile franciscano español y evangelista misionero. 
Ingresó a la orden franciscana en el convento de Nuestra Señora de Loreto en Espartinas, Sevilla. Después de ser ordenado sacerdote, reclutó a un grupo de franciscanos para el trabajo misionero en Paraguay. Entre ellos se encontraba el diácono Luis de Bolaños, más tarde el iniciador del sistema de reducciones indígenas.
El grupo embarcó en 1572 con la expedición encabezada por el Adelantado Juan Ortiz de Zárate, que llegó a Asunción (la capital del actual Paraguay) en 1575. Durante muchos años los franciscanos trabajaron allí, difundiendo el Evangelio y la doctrina, fundando misiones y reducciones entre las tribus guaraníes.
San Buenaventura regresó a España para reclutar más misioneros en 1585. Se detuvo en Lima (actual Perú) durante dos años para enseñar a los novicios, y regresó a Paraguay en 1588-1589 con un nuevo grupo de franciscanos. Repitió el viaje de ida y vuelta a España y, de regreso en 1592-1593, trajo a 24 misioneros más, incluido Martín Ignacio de Loyola, quien entonces era obispo de la Diócesis del Río de la Plata. En su viaje a Paraguay tomaron el camino hacia Panamá, pasaron por el sur de Perú para llegar a Santiago de Chile, donde finalmente San Buenaventura enfermó y murió en el convento de San Francisco del Monte.